# Carlos Albelda Climent
Carlos Albelda Climent (Carcaixent 14 d'agost de 1944) ha estat un metge i polític valencià, diputat en les dues primeres legislatures de les Corts Valencianes.
Va fer batxillerat als Franciscans de Carcaixent i es va llicenciar en Medicina a la Universitat de València. especialitat oftalmologia. Membre d'Alianza Popular, fou elegit diputat per la circumscripció de València a les eleccions a les Corts Valencianes de 1983 i pel Partido Popular a les eleccions a les Corts Valencianes de 1987. Ha estat secretari de la Comissió de Política Social i Ocupació de les Corts Valencianes (1983-1987). Després ha treballat com a oftalmòleg del Centre Sanitari Sants Patrons d'Alzira.